# Carlo Lorenzetti (1934)
Carlo Lorenzetti (Roma, 4 novembre 1934) è uno scultore italiano.
Docente presso l'Acadèmie de France à Rome, è noto per le sue sculture metalliche, fatte di ferro e ottone sbalzati. 
Nel 1962 Giovanni Carandente lo invita come unico giovane scultore alla mostra a cielo aperto Sculture nella città a Spoleto, dove espone l'opera in ferro Figura spoletina.
Nel 1966 ha vinto un premio acquisto alla tredicesima edizione del Premio Spoleto. Particolarmente interessante è il suo monumento Sinergica (1988) presso lo Stadio Comunale di Terni, intitolato al motociclista ternano Libero Liberati.

## Carlo Lorenzetti nei musei
- Museo Carandente, Palazzo Collicola - Arti visive di Spoleto
- Parco sculture di Brufa
- Istituto Centrale per la Grafica - Segno e Parola. Carlo Lorenzetti e il Lessico Intellettuale Europeo.

## Riconoscimenti
Nel 1988 l'Accademia dei Lincei gli conferisce il Premio Feltrinelli ex aequo per la Scultura.